# László Palkovics
László Palkovics (ur. 3 lutego 1965 w Zalaegerszegu) – węgierski inżynier i nauczyciel akademicki, profesor, członek Węgierskiej Akademii Nauk, w latach 2014–2018 sekretarz stanu, od 2018 do 2022 minister innowacji i technologii, w 2022 minister przemysłu i technologii.

## Życiorys
Z wykształcenia inżynier mechanik, w 1989 ukończył studia na Uniwersytecie Techniczno-Ekonomicznym w Budapeszcie. W 1993 uzyskał stopień kandydata nauk w zakresie inżynierii mechanicznej, doktoryzował się w 1998 w Węgierskiej Akademii Nauk. W 1992 został nauczycielem akademickim na macierzystej uczelni, a w 2010 na Széchenyi István Egyetem. Był też zatrudniony w przedsiębiorstwach należących do Knorr-Bremse i w Węgierskiej Akademii Nauk. W 2006 został jej członkiem korespondentem, a w 2013 członkiem zwyczajnym. Laureat m.in. nagrody naukowej Széchenyi-díj (2001).
W 2014 objął funkcję sekretarza stanu w ministerstwie zasobów ludzkich, odpowiadając za szkolnictwo wyższe. W kwietniu 2018 premier Viktor Orbán ogłosił jego kandydaturę na urząd ministra innowacji i technologii w swoim czwartym rządzie. Urząd ten objął w maju tegoż roku. W maju 2022 w piątym gabinecie lidera Fideszu przeszedł na stanowisko ministra przemysłu i technologii. Zrezygnował z tej funkcji w listopadzie tegoż roku, kierowany przez niego resort został wówczas zlikwidowany.